# ムハンマド・アーティフ

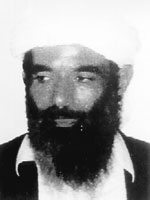

ムハンマド・アーティフ（英:Mohammed Atef、アラビア語: محمد عاطف）は、アルカーイダの軍事部門の最高責任者だったエジプト人。アブー・ハフス・アル＝マスリー（Abu Hafs al-Masri）という名前でも知られる。

## 経歴
生年は1944年、1951年など諸説ある。生地もアレクサンドリアとされるが不確かである。アーティフはエジプト空軍に2年間勤務した後、農業技術者となる。その後、警察官となるがジハード団に加入、ペシャーワルに移りソビエト軍に対するムジャーヒディーンとなる。その地でアブドゥッラー・アッザームにジハードを唱えるよう説得したのはアーティフであったといわれる。アフガニスタンの訓練キャンプでアイマン・ザワーヒリーと出会い、その後、ザワーヒリーの紹介でウサーマ・ビン・ラーディンと知り合う。1988年、4月11日～20日にビン・ラーディン、ザワーヒリー、アーティフら総計10名ほどが2つの会議を行い、アルカーイダが発足したとされる。その時、アーティフにはビン・ラーディンから軍資金が与えられた。
アーティフはビン・ラーディンを追って1992年にスーダンに入った。アーティフはソマリアやケニアにも何度か入った。アメリカはモガディシュの戦闘でアメリカ軍と交戦した民兵はアーティフが養成したものだと、アーティフを非難した。
1995年、アーティフはハリド・シェイク・モハメドをテロの研究のためブラジルに派遣した。ハリド・シェイク・モハメドはアフガニスタンのトラボラに移動したビン・ラーディンとアーティフのところに戻ると、ここで三者の会合が開かれ、アメリカへのテロ攻撃の計画がハリド・シェイク・モハメドから提案された。1996年にはアーティフはアルカーイダの軍事部門の最高責任者に就任した。しかし1998年頃になるとアーティフに対する反対意見が公然とアルカーイダ内に起こり、ビン・ラーディンは会議を招集してアーティフを擁護したとされる。1998年に発生したアメリカ大使館爆破事件ではアーティフが深く関与しているとアメリカは非難した。この頃、アーティフはジェマ・イスラミアへの資金援助も行っている。1999年、アーティフはジハード団への関与の罪でエジプトの裁判所の欠席裁判で禁錮7年の刑を宣告された。同じ頃、アーティフ、ビン・ラーディン、ハリド・シェイク・モハメドの三者で再度2001年に引き起こされるアメリカ同時多発テロ事件の詳細な検討がなされ、同年末、モハメド・アタら実行犯となるメンバーにアーティフから指令が下された。2000年の米艦コール襲撃事件後、アーティフはカンダハール、ビン・ラーディンとザワーヒリーはカーブルと、アルカーイダはアメリカ同時多発テロ事件後のアメリカの対応を想定して勢力を二分した。2001年1月、アーティフの娘とビン・ラーディンの息子がカンダハールで挙式を上げ、ターリバーンの幹部も参列した。ターリバーンの最高指導者・ムハンマド・オマルは同じ頃、アルカーイダはアメリカへの更なる攻撃は控えるべきだとビン・ラーディンを批判、これがビン・ラーディンに同調するアーティフと、ムハンマド・オマルに同調するサイフ・アル＝アデルの間に不協和音をもたらした。
アメリカ同時多発テロ事件後の11月14日～16日にかけてアメリカ軍はカーブル近郊のアーティフの住居を爆撃、アーティフは警護の兵士ら7名とともに死亡した。アメリカが対テロ戦争で上げた最初の成果となった。